# Norra Klippberget
Norra Klippberget är ett fjäll som ligger i Kebnekaiseområdet i Lappland, väster om Tarfaladalen. Dess topp har en höjd på 1704 m.ö.h. och ligger "omringad" av Isfallsglaciären och Darfáljávri.